# Chersotis elegantula
Chersotis elegantula är en fjärilsart som beskrevs av Charles Boursin 1945. Chersotis elegantula ingår i släktet Chersotis och familjen nattflyn. Inga underarter finns listade i Catalogue of Life.